# SRG SSR

SRG SSR är den statliga Schweiziska radio- och tv-sändningsorganisationen. Namnet är ursprungligen en förkortning på det tidigare namnet på franska, Société Suisse de radiodiffusion et télévision (SSR), på tyska, Schweizerische Radio- und Fernsehgesellschaft (SRG) och på italienska, Società Svizzera di radiotelevisione (SSR). Organisationen är till största del licensfinansierad, men får även en del inkomster från reklam och sponsring. Mellan 1999 och 2011 gick organisationen under namnet SRG SSR idée suisse.
Sedan 2011 är den Schweiziska radio-tv-organisationen uppdelad i fem programbolag som sköter sändningarna:
- Schweizer Radio und Fernsehen (SRF), innefattar Radio DRS som sänder radio på tyska och Schweizer Fernsehen (SF) som sänder TV på samma språk.[2]
- Radio Télévision Suisse (RTS), innefattar Radio Suisse Romande (RSR) som sänder radio på franska och Télévision Suisse Romande (TSR) som sänder TV på samma språk.[3]
- Radiotelevisione svizzera (RSI) som sänder radio och TV på italienska.[4]
- Radio e Televisiun Rumantscha (RTR) som sänder radio och TV på rätoromanska.[5]
- Swissinfo (SRI), omfattar internationella tjänster samt webbpublicering.[6]

## "No Billag"-initiativet
Högerpolitiska partiet Swiss People’s Party (SVP) lade fram förslaget att licensfinansieringen av SRG SSR skulle upphöra, det så kallade No Billag-initiativet. I det schweiziska systemet med direkt demokrati röstade 71.6% av de röstberättigade ned förslaget söndagen 4 mars 2018.
Omröstningen blev en vändpunkt för SSR SRG och följdes av finansiella reformer. Trots reformerna har finansieringen varit under fortsatt press till följd av tappade reklamintäkter, minskad inkomst från licensavgifter och konsekvenserna av COVID19-pandemin.